# أفلا واسيف (أملن)
أفلا واسيف هي إحدى مشيخات المملكة المغربية، تتبع جغرافيا لإقليم تيزنيت وإداريًا لأملن. يقدر عدد سكانها بـ 2457 نسمة حسب الإحصاء الرسمي للسكان والسكنى لسنة 2004.